# Зал славы (Мюнхен)
Зал славы — мемориал на Терезиенвизе в баварской столице Мюнхене. Он был построен между 1843 и 1853 годами королём Баварии Людвигом I по проекту архитектора Лео фон Кленце. Античные алтарные конструкции послужили моделью дизайна неоклассического памятника, посвящённого важным личностям баварской истории.Он образует ансамбль с Баварией (бронзовая статуя в Мюнхене).

## Предыстория
Юность Людвига I определила притязания Наполеона на власть с одной стороны и Австрии с другой. В то время родительский дом Виттельсбахов был пешкой между двумя великими державами. До 1805 года, когда Наполеон «освободил» Мюнхен в Третьей коалиционной войне и отец Людвига сделал королем Максимилиана, Бавария неоднократно была театром военных действий с разрушительными последствиями для страны. Лишь после поражения Наполеона в Битве народов под Лейпцигом в 1813 году Бавария действительно вступила в фазу мира. На этом фоне Людвиг уже стал наследным принцем.Мысли о «Байерне всех племен» и «большой немецкой нации». Эти мотивы и цели впоследствии побудили его предпринять несколько проектов строительства национальных памятников, таких как конституционная колонна в Гайбахе (1828 г.), Валгалла над Дунаем между Регенсбургом и Донауштауфом (1842 г.), Зал славы в Мюнхене (1853 г.) и Зал освобождения близ Кельхайма (1863 г.), все который король финансировал в частном порядке и который по форме и содержанию, назначению и приему образует художественную и политическую единицу, которая, несмотря на все внутренние противоречия, является уникальной в Германии.
Идея создания Зала славы созревала долго. Еще будучи наследным принцем, Людвиг разработал план возведения патриотического памятника в жилом городе Мюнхене. 25 июля 1809 года он попросил художника и инспектора галереи Иоганна Георга фон Диллиса поручить историку Лоренцу Вестенридеру составить список «великих» баварцев всех сословий и профессий.  В 1824 году Людвиг написал записку, согласно которой он уже выбрал место на краю склона над Терезиенвизе для Баварского Зала славы. Примерно два десятилетия спустя, в мае 1828 года, поэт, а затем министр внутренних дел Баварии Эдуард фон Шенктем временем коронованный Людвиг представил еще один список знаменитых баварцев, дополнивший существующий список барона фон Хофмайра . Людвиг, унаследовавший престол своего отца после его смерти в 1825 году, чувствовал тесную связь с Грецией, был горячим поклонником греческой античности и хотел превратить свою столицу Мюнхен в «Афины на Изаре». Имея это в виду, он построил несколько монументальных зданий и мемориалов в различных вариантах классического стиля , особенно в Мюнхене, перед Залом славы Баварии. Одним из самых известных из этих зданий является ансамбль на Кенигсплац (1815 г.) с Пропилеями , Глиптотекой и Коллекция древностей (1848 г.), обелиск на Каролиненплац (1833 г.), Фельдхернхалле (1844 г.) и Зигестор ( 1850 г.). Второй сын Людвига Отто был провозглашен королем Греции в 1832 году .

## Планирование
В феврале 1833 года Людвиг объявил конкурс на проект здания. Для участия были приглашены Фридрих фон Гертнер , Лео фон Кленце , Йозеф Даниэль Ольмюллер и Георг Фридрих Зибланд . Первоначально конкурс был направлен на сбор первоначальных идей по дизайну Зала славы, поэтому в тендере были указаны только ключевые данные проекта: зал должен был быть построен над Терезиенвизе и вмещать около 200 бюстов. В отличие от призыва к входу в Валгаллув 1814 году, в котором прямо призывал к прямоугольному колонному залу, конкурсная программа на строительство Зала Славы не предписывала предпочтительный архитектурный стиль, единственным требованием было: «Это здание не должно быть копией Валгаллы, независимо от того, сколько там было дорических храмов, не было копии Парфенона» . Это положение не исключало неоклассический архитектурный стиль параллельного проекта Валгаллы, но разумно предположить, что архитекторов следует поощрять предлагать другой архитектурный стиль. Поскольку рисунки четырех участников в основном сохранились, это даёт интересное представление об истории Зала славы.
Фаза планирования Зала славы совпала с художественными дебатами между классиками, с одной стороны, которые чувствовали связь с эстетикой греческой и римской античности, и романтиками, с другой стороны, которые основывали свое художественное выражение на формальном языке Средневековье. Этот спор разгорелся в начале XIX века после освободительных войн и Венского конгресса 1814 года и достиг своего пика в 1930-е гг. Во многих случаях спор коренился в различных политических взглядах: когда национальное движение в Германии утратило объединяющий фактор сопротивления наполеоновской гетерономии после освободительных войн, националистический лагерь раскололся, и с тех пор мир искусства также был разделен: в то время как классики Хотя они все ещё чувствовали себя приверженными идеалу Просвещения культурной нации, романтики ассоциировали нацию с такими понятиями как люди, религия, история и традиции.
Еще на этапе планирования Валгаллы Лео фон Кленце, как сторонник классицизма, поссорился с мастерами-строителями Петером Корнелиусом и Карлом Фридрихом Шинкелем, находившимися под влиянием романтизма, – построиться и увидеть в использовании классических стилистических элементов предательство. Корнелиус так прокомментировал проект Кленце для Валгаллы в 1820 году: «Когда мы смотрим на проект, на ум приходит вопрос: почему самый большой немецкий и единственный немецкий памятник должен быть настолько чисто греческим?» расценил это как «триумф мастерства». над искусством». Неоготика поэтому не искусство, а чисто техническое и техническое преувеличение. Лишь в классический период Кленце увидел «истинно прекрасное», стоящее «выше всего исторического и популярного». Он чувствовал, что это единственный архитектурный стиль, который был универсально человечным и вечным. В борьбе за Зал славы это вызвало не только художественно-архитектурную, но и идеологически-политическую дискуссию.
Гертнер спроектировал ротонду, которая должна была быть снабжена куполом . Его планы очень похожи на Зал Освобождения возле Кельхайма , который он позже воплотил в жизнь. Его вдохновляли классические модели, его зал с круглым проемом в зените купола представляет собой имитацию Пантеона в Риме в самом широком смысле. Ольмюллер начал свою карьеру как классик и как мастер-строитель руководил строительством Глиптотеки для Кленце в Мюнхене . На этапе планирования Зала славы он стал ярым сторонником готического возрождения . Его главная работа — неоготическая церковь Марияхильфкирхе .Когда появилась реклама Зала славы, площадь Марияхильфплац под Нокхербергом в Мюнхене уже строилась. Его дизайн Зала славы также является явной приверженностью готическому стилю. На высоком постаменте он запланировал восьмиугольный зал со стрельчатыми сводами, за которым должны были последовать семь часовен. Ольмюллер хотел поставить статую Людвига I посреди зала. В каждой часовне должна была разместиться профессиональная группа людей, которых нужно было чтить, которые должны были быть изображены не в классической манере в виде бюстов, а в их исторически сложившихся одеждах. Наконец, Зибланд мало обращал внимания на особенности конкурса при проектировании Зала славы. Он предложил дорический портик.раньше, отличавшаяся от Валгаллы только размерами и купольной конструкцией. Неизвестно, обсуждался ли его проект дальше после его подачи.

## Строительство
Как придворный архитектор, Кленце знал о планах Людвига задолго до своих конкурентов. Уже на третий день своего правления король представил архитектора в своих планах. Кленце также знал идеи Людвига и пользовался дополнительным преимуществом, заключающимся в том, что он имел представление о поступающих проектах своих конкурентов во время продолжающегося тендера. В принципе, само по себе его предложение о Зале славы ничего принципиально нового не предлагало. Подобно Валгалле, он предложил дорический зал с колоннами , на этот раз U-образного плана. Однако новым и необычным было его предложение поставить колоссальную скульптуру перед залом в качестве аллегории .должен символизировать отечество Баварию. Окружающее здание должно быть достаточно небольшим и служить лишь обрамляющей архитектурой.
В марте 1834 года Людвиг I отказался от проектов Гертнера, Ольмюллера и Зибланда, прежде всего по соображениям стоимости, и поручил Кленце построить Зал славы. Колоссальная статуя по замыслу Кленце особенно впечатлила его, поскольку столь крупная скульптура не была реализована со времен античности. Польщенный идеей воздвигнуть статуи, столь же впечатляющие, как и почитаемые античные правители, Людвиг I после принятия решения в пользу проекта Кленце написал: «Только я и Нерон можем построить таких гигантов ». Идеи Кленце, а Баварию спроектировал Людвиг Шванталер.был германизирован в романтическом смысле, о чем свидетельствует медвежья шкура фигуры. Она носит меч мира, а рядом с ней изображен лев как атрибут силы.
Зал славы стоит на краю склона Изар над Терезиенвизе и окружен частью Баварского парка. Трехкрылый зал с дорическими колоннами из известняка Кельхайм имеет ширину 68 метров и глубину 32 метра. Он имеет высоту карниза 16 метров и стоит на слегка наклоненном основании высотой 4,3 метра. Крышу поддерживают 48 лобовых колонн (высота 6,95 метра, диаметр 1,25 метра) и задняя стена. С его зданием и выставленными в нем бюстами выдающихся людей из Баварии Людвиг I хотел Пфальц , Франкония и Швабия  — передают автопортрет Баварии 1824 schrieb Ludwig eine Notiz, nach der er bereits damals den Standort an der Hangkante über der Theresienwiese für eine bayerische Ruhmeshalle ausgewählt hatte. . В связи с монументальной статуей Баварии работы скульптора Людвига фон Шванталера он намеревался признать «культурное достоинство Новой Баварии » и «сделать ее плодотворной для ранга нового, общебаварского государства».  Надпись на обратной стороне постамента статуи гласит:
В ПРИЗНАНИЕ

БАВАРСКИХ ЗАСЛУГ И СЛАВЫ ЭТОТ

ЗАЛ БЫЛ ПОСТРОЕН

ЛЮДВИГОМ I КОРОЛЕМ БАВАРИИ.

ЕГО ИЗОБРЕТАТЕЛЬ И СТРОИТЕЛЬ БЫЛ

Л.В. КЛЕНЦЕ

НАЧАЛО XV ОКТЯБРЯ MDCCCXLIII

ЗАВЕРШИЛО XV ОКТЯБРЯ MDCCCLIII

## Пост-история

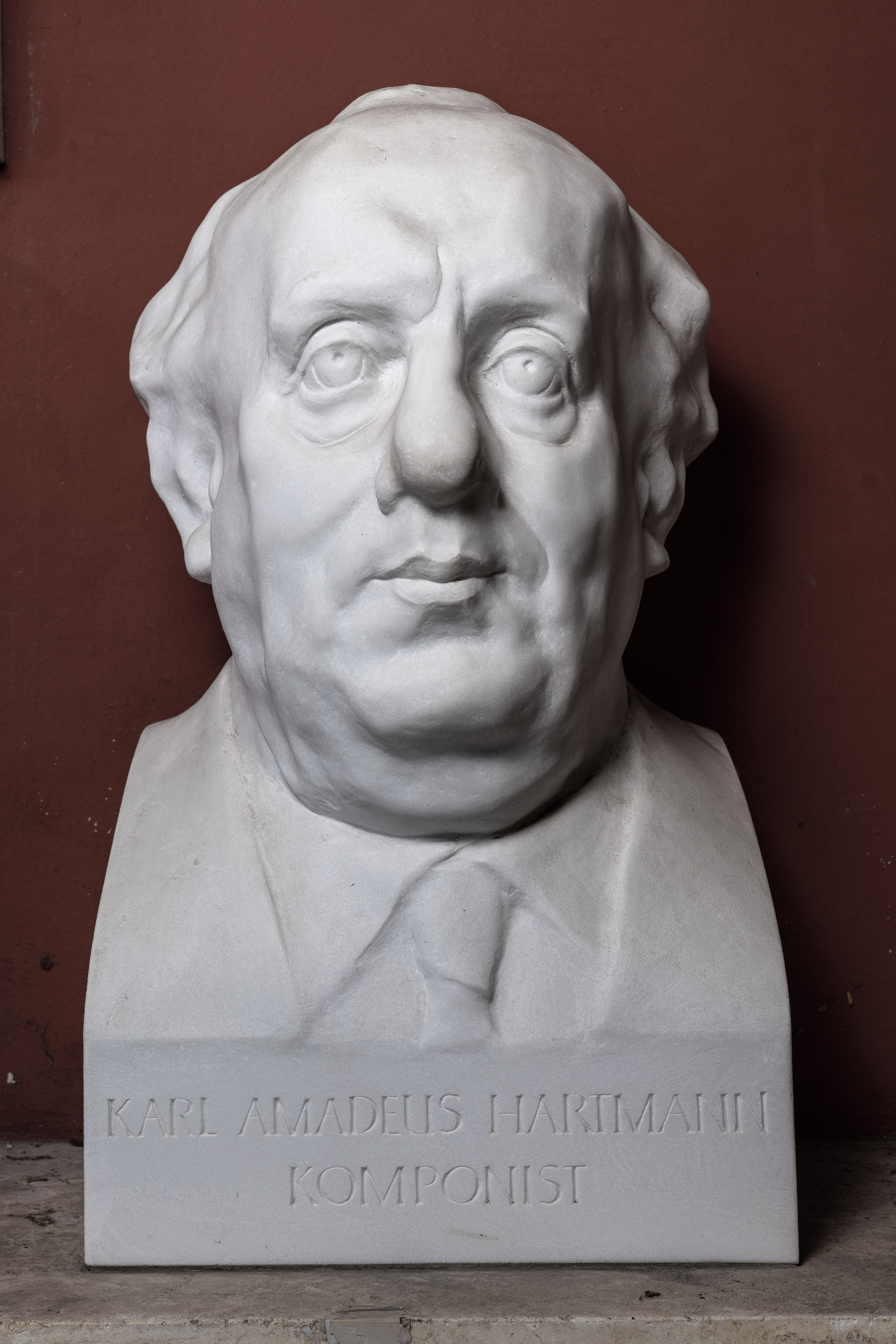
Карл Амадей Хартман

Во время Второй мировой войны Зал славы пострадал в результате воздушного налёта на Мюнхен в 1944 году. В 1966 году Совет министров Баварии решил, следуя воле королевского дарителя, не только сохранить Зал славы как музей, но и продолжить его таким образом, чтобы баварские деятели, оказавшие выдающиеся услуги народу и государство должно продолжать оказывать честь, устанавливая их бюсты. Это решение дало толчок делу реконструкции военных руин, которые были снова отремонтированы в год Олимпийских игр в Мюнхене в 1972 году и вновь открыты 26 октября с сохранившимися и отреставрированными бюстами.
Некоторые повреждённые бюсты восстановлены или воссозданы по изображениям, а другие утеряны навсегда. Бюсты людям, которые тем временем также были допущены в Валгаллу , не были заменены . Всего в 1972, 1976 и 1987 годах было установлено 17 новых бюстов. 3 апреля 2000 года бюстами были также отмечены: Георг Бриттинг , поэт (1891–1964); Лена Крист , писательница (1881–1920); Иоганн Михаэль Фишер , мастер-строитель (1692–1766); Карл Амадей Хартман , композитор (1905–1963); Клаус граф Шенк фон Штауффенберг , боец сопротивления (1907–1944); Генрих Виланд, химик (1877–1957) и Клара Циглер , актриса (1844–1909). 15 января 2007 года баварский кабинет министров принял решение о приеме Бертольта Брехта , Вернера Гейзенберга , Франца фон Ленбаха , Эмми Нётер , Карла Орфа и принцессы Терезы Баварской. Ее бюсты были открыты 22 апреля 2009 года.

## Бюсты
Бюсты в Зале славы
Внутри Зала славы в 1853 году были установлены бюсты 74 человек, удостоенных чести, а в 1868 году были добавлены десять новых. В 1888 г. по случаю празднования 100-летия со дня рождения Людвига I. бюст самого короля, помещенный в центре средней стены Зала славы, включая мемориальную доску с надписью: КОРОЛЬ ЛЮДВИГ I. К ПРАЗДНОВАНИЮ ЕГО 100-ЛЕТИЯ РОЖДЕНИЯ БЛАГОДАРНЫЙ МЮНХЕН. Бюсты должны и должны продолжать выглядеть как можно более реалистичными, что было или относительно легко для людей, которые ещё живы или недавно умерли. Исторические личности были воссозданы с использованием существующих изображений или описаний. Как и в случае с Валгаллой, точность бюстов была личной заботой Людвига I, как показывают различные переписки.
Лица, подлежащие награждению, выбираются решением Совета министров Баварии после голосования экспертной комиссии Министерства образования Баварии , Баварской академии изящных искусств , Баварской академии наук , Баварского дворцового управления , Дома истории Баварии , Министерство финансов Баварии и LMU . Задание скульптурных работ осуществляется Государственной строительной администрацией по тем же правилам, что и любое другое строительное задание; администрация дворца сопровождает процесс со строительной точки зрения, поскольку затрагивается и область сохранения памятников, которая входит в их зону ответственности.
Выбор ранних бюстов отражает политические и образовательные намерения Людвига I. С одной стороны , патриотические чувства этих новых баварских «племен», пришедших в Баварию только после 1800 года, должны были быть усилены посредством целенаправленного отбора Франконии , Баварского Пфальца и Швабии . Более половины бюстов, установленных с самого начала, посвящены жителям Новой Баварии, с особым акцентом на города Нюрнберг и Аугсбург. С другой стороны, выбранные размеры показывают те аспекты философии, теологии, искусства и науки, которые Людвиг I хотел донести до своего народа.
Написание имён и сокращений, а также названий должностей в следующем списке соответствует буквам на бюстах. (Порядок списков: слева направо.)
Стена левого крыла
Мемориальная доска на стене левого крыла
Мемориальная доска бюстам, уничтоженным в 1944 году и первоначально не восстановленным и не воспроизведённым.
- ВОЛЬФГАНГ МИЛЛЕР , СТРОИТЕЛЬ
- АЛЕКС В. ХАСЛАНГ , БАЙЕР. КОМАНДИР
- ДЖОХ ГЕОРГ ГЕРВАРТ , ГОСУДАРСТВЕННЫЙ ДЕЯТЕЛЬ
- ДЖОХ КРИСТИАН. ФРХ. В. ПРЕЙЗИНГ , ГОСУДАРСТВЕННЫЙ ДЕЯТЕЛЬ
- Ганс Карл Граф ТЮНГЕН , ФЕЛЬДМАРШАЛ
- ДЖОХ БАПТ. УЧЕНЫЙ ХОМАНН
- Ник. ЗДЕСЬ. ГАНДЛИНГ , УЧЕНЫЙ
- ДЖОХ КРИСТИАН. ГАТЕРЕР , ИСТОРИК
- САЙМОН ШМИД , КБ ГЕЙСТЛ. РАТ, ИЗОБРЕТАТЕЛЬ

Левая боковая панель
- Мартин Шонгауэр, художник
- МАРТИН ШОНГАУЭР , ХУДОЖНИК
- МАРТИН БЕХАЙМ , УЧЕНЫЙ
- АДАМ КРАФТ , СКУЛЬПТОР
- КОНРАД КЕЛЬТИС , ПОЭТ И УЧЕНЫЙ
- ИОХАННЕС ТРИТХЕЙМ , АББАТ И УЧЕНЫЙ
- МИХАИЛ ВОЛЬГЕМУТ , ХУДОЖНИК
- ХАННС ГОЛЬБЕЙН СТАРШИЙ , ХУДОЖНИК
- ВИЛИБАЛД ПИРКХАЙМЕР , УЧЕНЫЙ
- ВЕЙТ СТОСС , КРЕАТОР ИМИДЖА
- АЛЬБЕРТ АЛЬТДОРФЕР , ХУДОЖНИК
- ХАНС БУРГКМАИР , ХУДОЖНИК
- Иоганн Эк , Богоученый
- КОНРАД ПЕЙТИНГЕР , УЧЕНЫЙ

Центральная стена
- Людвиг I, король Баварии
- Людвиг фон Шванталер, скульптор Баварии
- Лена Крист, писательница
- Леонгард фон Экк, канцлер
- ПИТЕР АПИЯН , УЧЕНЫЙ
- ЛУКАС МЮЛЛЕР ГЕН. КРАНАХ Д.А.Е._ _ , ХУДОЖНИК
- КРИСТОФ АМБЕРЖЕР , ХУДОЖНИК
- ХАНС ЯКОБ ФУГГЕР , КОЛЛЕКЦИОНЕР ИСКУССТВА И УЧЕНЫЙ
- ХАНС ЗАКС , ПОЭТ
- РОЛАН ДЕ ЛАТТР ПО НАЗВАНИЮ ОРЛАНДО ДИ ЛАССО , СЕТТЕР
- КРИСТОФ ШВАРЦ , ХУДОЖНИК
- ПИТЕР КАНИСИУС , БОГОУЧЕНЫЙ
- ПЕТРА ДЕ ВИТТЕ НАЗВАЛ ОТКРЫТЫМ ХУДОЖНИКОМ
- ДЖОХ ТЕРКЛАС ГРАФ В. ТИЛЛИ , БАЙЕР. ОБЩИЙ
- ГОДФРИД ГЕНРИХ ГРАФ ПАППЕНГЕЙМ (генерал)
- ЭЛИАС ХОЛЛ , СТРОИТЕЛЬ
- ФРХР. ФРАНЦ В. МЕРСИ , БАВАРСКИЙ КОМАНДИР
- КРИСТОФ ШАЙНЕР СВЯЩЕННИК И УЧЕНЫЙ
- Варфоломей Хольцхаузер , священник
- ИОГАНН В. МАНДЛ , СТААЦМАН (см. Хебертсхаузен )
- ЯКОБ БАЛДЕ СВЯЩЕННИК И ПОЭТ
- ИОАХИМ САНДРАРТ , ХУДОЖНИК
- КАСПАР ФОН ШМИТТ , ГОСУДАРСТВЕННЫЙ ДЕЯТЕЛЬ
- АНДРЕАС ВОЛЬФ , ХУДОЖНИК
- АДРИАН ВАН ДЕР ВЕРФ , ХУДОЖНИК
- ФРАНЦ БЕЙХ , ХУДОЖНИК
- БАЛЬТАЗАР НЕЙМАН , МАСТЕР-СТРОИТЕЛЬ
- КОРОЛЬ ЛЮДВИГ I БЛАГОДАРЕН МЮНХЕНУ ЗА ПРАЗДНОВАНИЕ СВОЕГО 100-ЛЕТИЯ ДНЯ РОЖДЕНИЯ
- ТИГ. ФРХР. ФОН КРЕЙТМАЙР , ВИЦЕ-КАНЦЛЕР (см. Канцлеры Тайного совета )
- ГРАФ ЗИГМУНД В. ХАЙМХАУЗЕН , ПРЕДС. Д.АКАД . Доктор наук, юрист, предприниматель (в том числе фарфоровая мануфактура в Нимфенбурге ) и президент-основатель Баварской академии наук.
- МИХ.ИГНАЦ ШМИДТ , ИСТОРИК
- ИОЗЕФ ФОГЛЕР , НАСТРОЙЩИК ЗВУКА
- БЕНИАМИН ТОМПСОН, ГРАФ РАМФОРД (государственный деятель и ученый)
- ЖАН-ПОЛЬ ФРИДЕРИХ РИХТЕР , ПИСАТЕЛЬ
- ГЕОРГ В. РАЙХЕНБАХ , МЕХАНИК
- iOS. В. ФРАУНГОФЕР , ОПТИК
- ЛОРЕНЦ ФОН ВЕСТЕНРИДЕР , ИСТОРИК
- ИОХ. МНЕ. В. САЙЛЕР , ЕПИСКОП
- АЛОИС ЗЕНЕФЕЛЬДЕР , изобретатель литографии.
- ГРАФ АВГУСТ В. ПЛАТЕН , ПОЭТ
- ФРАНЦ П:В:ШРАНК , НАТУРАЛИСТ
- ПРИНЦ КАРЛ ВРЕДЕ , ФЕЛЬДМАРШАЛ
- ДАНИЭЛЬ ОЛМЮЛЛЕР , МАСТЕР-СТРОИТЕЛЬ
- ФРАНЦ В. БААДЕР , В МИРЕ
- ЭДУАРД В. ЩЕНК , ПОЭТ
- ИОЗЕФ ПСХОРР , КРУПНЫЙ ПИВОВАР
- ФРИДРИХ В. ГЕРТНЕР , МАСТЕР-СТРОИТЕЛЬ
- ЛЮДВ. В. ШВАНТАЛЕР , СКУЛЬПТОР
- ФРАНЦ КСАВЕР ГАБЕЛЬСБЕРГЕР , ИЗОБРЕТАТЕЛЬ ум. НЕМЕЦКАЯ СКОРОГИЯ
- КАРЛ РОТТМАН , ХУДОЖНИК
- ИОАНН АНДРЕАС ШМЕЛЛЕР , УЧЕНЫЙ
- ГЕОРГ САЙМОН ОМ , УЧЕНЫЙ

На выступе:
- КАРЛ ОРФ , КОМПОЗИТОР (бюст открыт 22 апреля 2009 г.)
- ВЕРНЕР ГЕЙЗЕНБЕРГ , ФИЗИК (бюст открыт 22 апреля 2009 г.)
- БЕРТОЛЬТ БРЕХТ , ПОЭТ (бюст открыт 22 апреля 2009 г.)
- ЭММИ НЁТЕР , МАТЕМАТИК (бюст открыт 22 апреля 2009 г.)
- ПРИНЦЕССА ТЕРЕЗА БАВАРСКАЯ , ИССЛЕДОВАТЕЛЬ (бюст открыт 22 апреля 2009 г.)
- ФРАНЦ ФОН ЛЕНБАХ , ХУДОЖНИК (бюст открыт 22 апреля 2009 г.)
- КАРЛ АМАДЕЙ ХАРТМАН , КОМПОЗИТОР (бюст открыт 3 апреля 2000 г.)
- ГЕНРИХ ВИЛАНД , ХИМИК (бюст открыт 3 апреля 2000 г.)
- КЛАУС ГРАФ ШЕНК В. ШТАУФФЕНБЕРГ , БОЙЦ СОПРОТИВЛЕНИЯ (бюст открыт 3 апреля 2000 г.)
- ГЕОРГ БРИТТИНГ , ПОЭТ (бюст Макса Вагнера, открыт 3 апреля 2000 г.)
- ЛЕНА ХРИСТ , ПИСАТЕЛЬ (бюст Мартина Каргрубера, открыт 3 апреля 2000 г.)

Правая боковая панель
- Лео фон Кленце, архитектор Зала славы
- Генрих фон Гесс , художник
- Лео фон Кленце , мастер-строитель
- Питер фон Корнелиус , художник
- Фердинанд фон Миллер , закалщик руды (бюст открыт в 1914 году)
- Кристоф Динценхофер, мастер-строитель
- Вильгельм Лейбль , художник
- Рудольф Дизель , инженер
- Людвиг Тома , писатель
- Зигмунд Рицлер , историк
- Оскар фон Миллер , инженер-электрик
- ИГНАЦ ГЮНТЕР , скульптор
- ФРИДРИХ КЕНИГ , изобретатель
- МАКСИМИЛИАН ЖОЗЕФ МОНГЕЛАС , государственный деятель

На выступе
- КЛАРА ЗИГЛЕР , АКТРИСА (бюст открыт 3 апреля 2000 г.)
- ИОГАНН МИХАЭЛЬ ФИШЕР , БАУМЕЙСТЕР (бюст открыт 3 апреля 2000 г.)
- АРНОЛЬД ЗОММЕРФЕЛЬД , физик
- РИЧАРД УИЛСТАТТЕР , химик
- АДОЛЬФ ФОН ХИЛЬДЕБРАНД , скульптор
- КАРЛ ШПИЦВЕГ , художник
- ХАНС Фрейхерр фон унд цу Ауфсесс , основатель Германского национального музея.
- ВИЛЬГЕЛЬМ ЙОЗЕФ БЕР , преподаватель конституционного права
- ФРАНЦ ЭРВЕЙН ГРАФ ШЕНБОРН , помещик
- ФРАНЦ МАРК , художник
- СЕБАСТЬЯН КНЕЙПП , пастор

Стена правого крыла
Мемориальная доска на стене правого крыла
Мемориальная доска бюстам людей, введенных в Валгаллу и чьи бюсты были уничтожены в 1944 году и поэтому не были восстановлены или переделаны для Зала славы.
- ИОГАНН РАЙХЛИН, УЧЕНЫЙ
- ФРАНЦ В. ЗИКИНГЕН, НОЧЬ
- АЛЬБЕР ДЮЭРЕР, ХУДОЖНИК
- ГЕОРГ В. ФРУНДСБЕРГ , ЛАНДСКНЕХТ
- ПИТЕР ФИШЕР, ХУДОЖНИК В РУДЕ
- ДЖОХ ТУРМАИР ГЕН. АВЕНТИН , ИСТОРИК
- ХАНС ГОЛЬБЕЙН DJ , ХУДОЖНИК
- ДЖОХ КРИСТОФ В. ГЛЮК *, ЗВУКОВОЙ ПОЭТ
- ЖАРЕНОЕ. ДИКИЙ. В. ШЕЛЛИНГ В МИРЕ
- * Настоящее имя Глюка было Кристоф Виллибальд . Ложное имя Йог., вероятно, было перенесено с бюста Глюка в мюнхенской резиденции , который также был ошибочно назван Иоганном Кристофом v. Глюк маркирован.

## Разное
Малоизвестный мраморный бюст Вольфганга Амадея Моцарта можно увидеть в мюнхенской резиденции , которую Людвиг заказал, когда был наследным принцем, и которая, вероятно, также предназначалась для одного из его проектов Зала славы. Однако в то время бюст не был выставлен на всеобщее обозрение, возможно, потому, что, согласно традиции, вдова Моцарта Констанция не узнала в натурщике своего умершего первого мужа, когда она посетила Мюнхен в 1835 году. Скульптура первоначально оставалась в частной королевской собственности, но в 1959 году была продана Баварскому дворцовому департаменту и хранилась там десятилетиями, пока не была снесена по случаю Года Моцарта .был обнародован в 2006 году.
В ноябре 2006 года студентка-художница слепила из гипса собственный бюст и тайно поместила его в Зал славы в качестве дипломной работы и в знак протеста против «господства» мужских бюстов. Администрация заметила ее только через семь месяцев после сообщения в СМИ, поэтому бюст сняли.